# クリスティアン・シュパイアー
クリスティアン・シュパイアー（Christian Georg Speyer,1855年2月21日 - 1929年10月5日）はドイツの画家である。馬の絵を得意とした。

## 略歴
バーデン＝ヴュルテンベルク州のVorbachzimmernの牧師の家に生まれた。シュトゥットガルトの王立美術学校でカール・フォン・へーバーリン(Carl von Häberlin)に学んだ後、1881年にイタリアに修行に出た。
アフリカ探検家のグスタフ・ナハティガルとともに北アフリカのチュニスに渡り、イギリス領事館の中の宿舎で暮らし、主に馬の絵を描いた。シュトゥットガルトに戻り、シュトゥットガルトの美術協会の会員になった。1883年からミュンヘンで活動し1892年に「ミュンヘン分離派」の創立メンバーとなった。この間1885年にベルリン、1887年にパリを訪れている。
1901年にシュトゥットガルトの王立美術学校の教授に任じられ、1924年まで教授を続けた。
旧プロイセン軍人、ベルンハルト・フォン・ポーテンの軍事書籍「Unser Volk in Waffen」や愛国主義の作家、カール・ブライプトロイの普仏戦争に関する書籍の挿絵も描いた。

## 作品

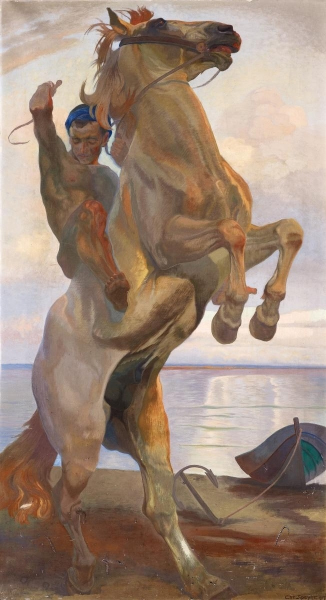
海辺の騎手 (1917)
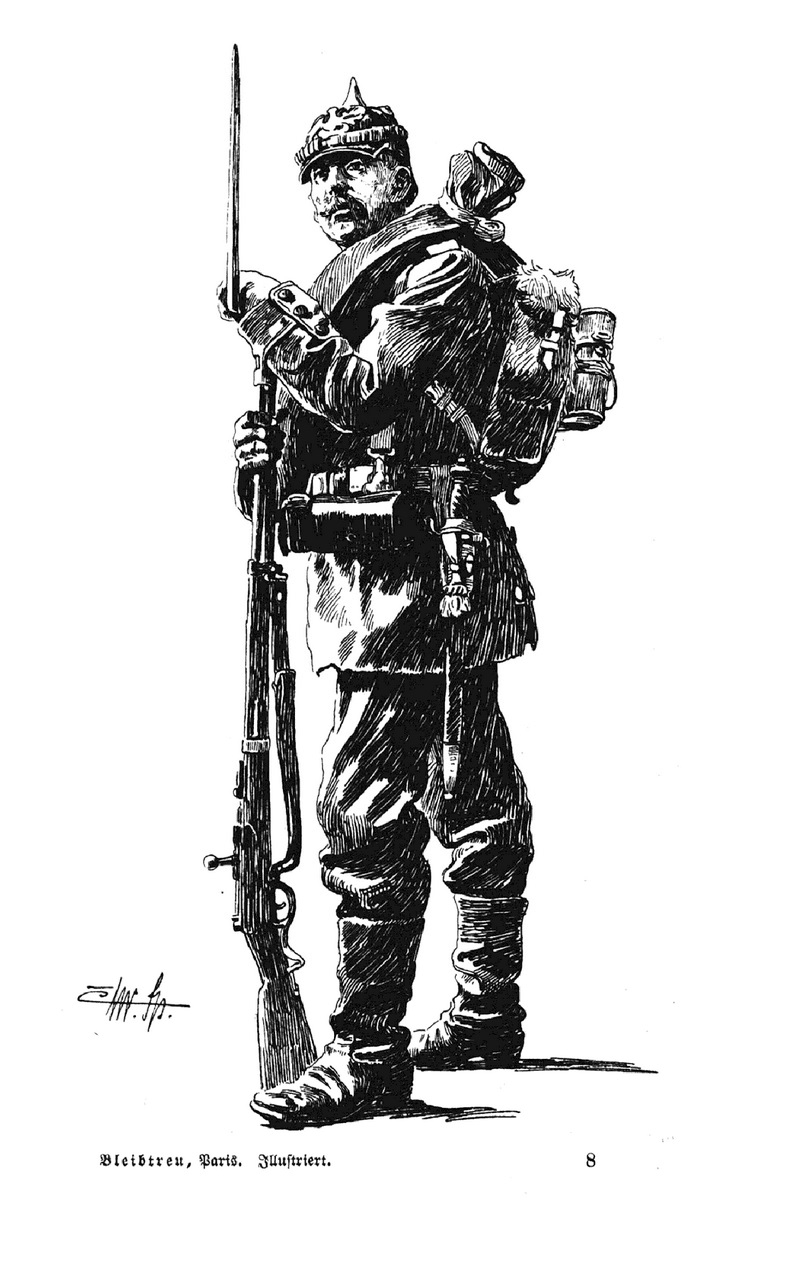
1870年のプロイセンの歩兵
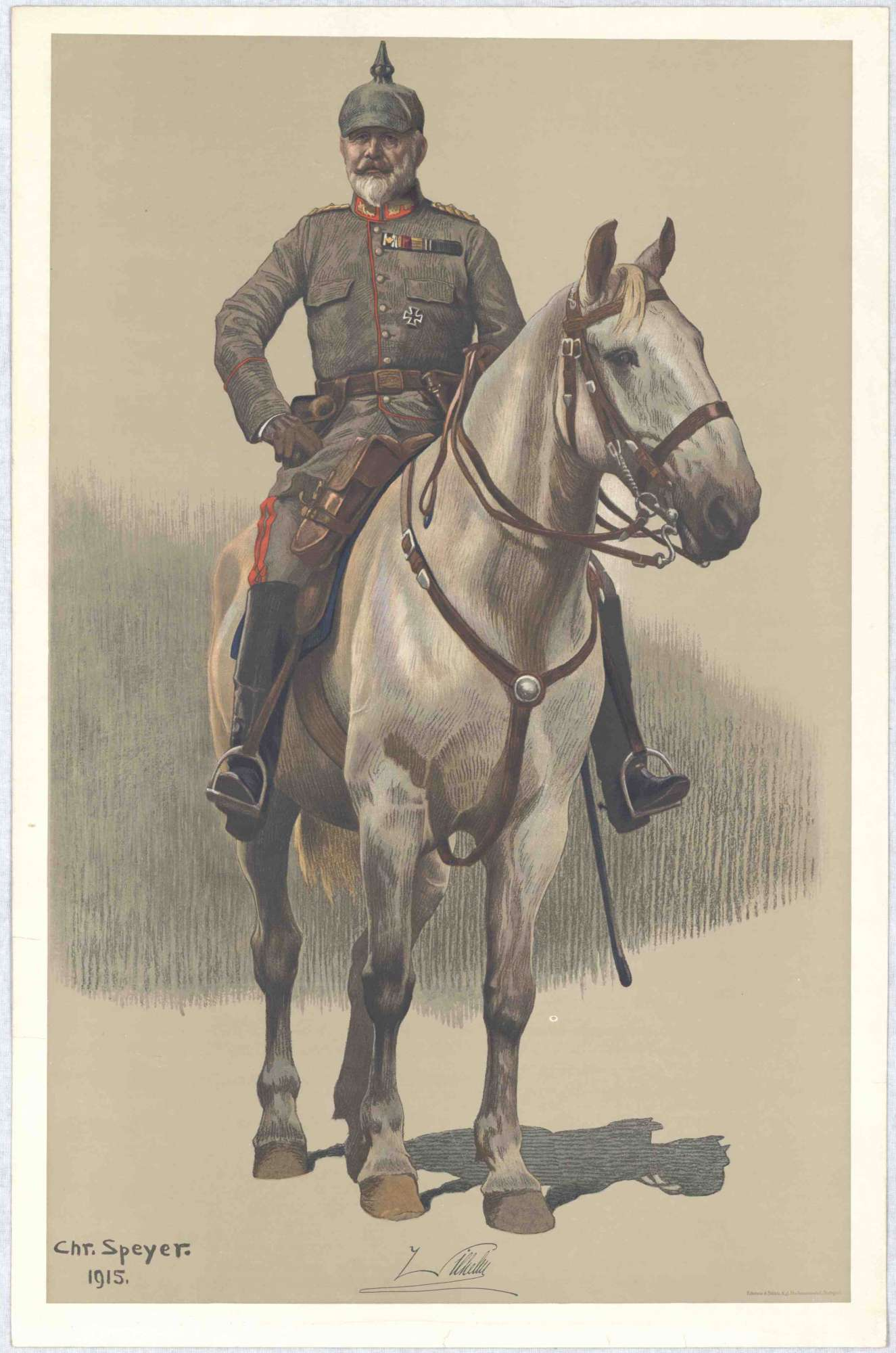
ヴィルヘルム2世
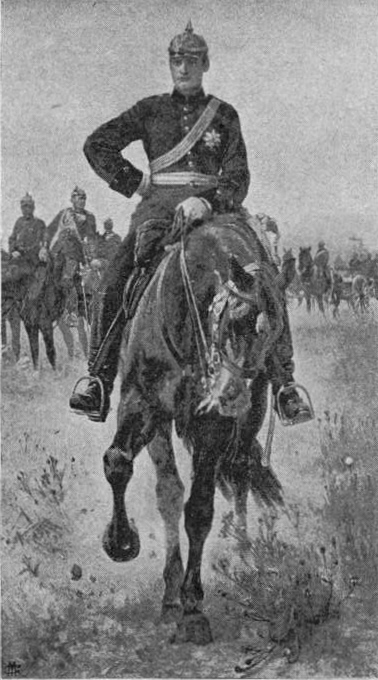
ループレヒト (バイエルン王太子)

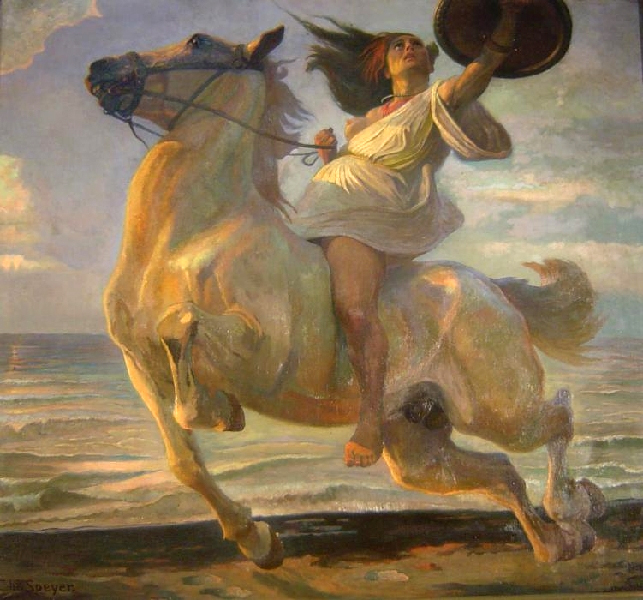
海辺の騎手
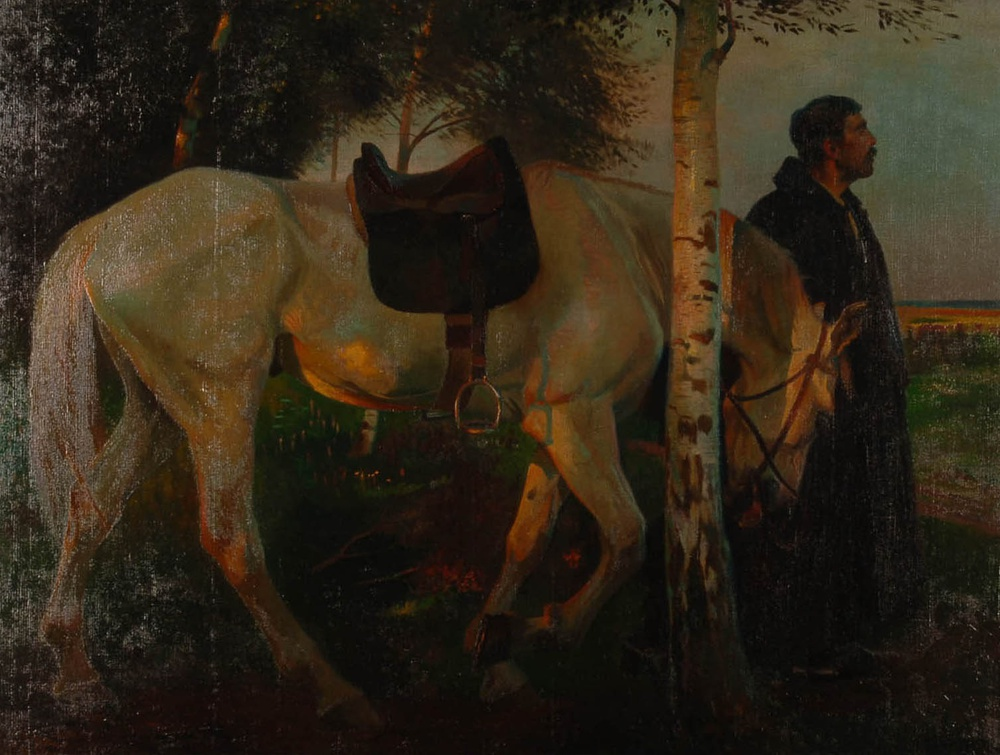